# Radostná pod Kozákovem
Radostná pod Kozákovem é uma comuna checa localizada na região de Liberec, distrito de Semily.